# 12093 Кріметтюз
12093 Кріметтюз (12093 Chrimatthews) — астероїд головного поясу, відкритий 21 квітня 1998 року.
Тіссеранів параметр щодо Юпітера — 3,528.